# Big Sur (The Thrills)
Big Sur is een nummer van de Ierse band The Thrills uit 2003. Het is de derde single van hun debuutalbum So Much for the City.
Het nummer bevat elementen uit "(Theme From) The Monkees", vandaar dat Boyce & Hart ook op de credits vermeld staan. "Big Sur" werd de grootste hit voor The Thrills. Het haalde de 9e positie in hun thuisland Ierland. Ook bereikte het in het Verenigd Koninkrijk en in Italië haalde het een bescheiden notering in de hitlijsten. In Nederland bereikte het nummer de 8e positie in de Tipparade.